# Forcipomyia riojana
Forcipomyia riojana är en tvåvingeart som beskrevs av Gustavo R. Spinelli och Pasquale Marino 1997. Forcipomyia riojana ingår i släktet Forcipomyia och familjen svidknott. Inga underarter finns listade i Catalogue of Life.